# Europski zec
Europski zec ili obični zec (Lepus (Eulagos) europaeus) je vrsta zeca autohtona u Europi i zapadnoj Aziji. Nije glodavac već dvojezubac prilagođen otvorenim krajevima umjerene klime. Sličan je divljem kuniću koji je drugačijeg načina života (od razmnožavanja do bijega vezan je uz jazbine koje sam kopa), dok zec nikad ne kopa rupe i u bijegu se oslanja samo na brzinu. Zečevi su inače skrovite životinje, ali mijenjaju svoje ponašanje u proljeće kad se okupljaju radi parenja. Opadanje populacije zečeva u kontinentalnoj Europi posljedica je između ostalog i promjena u zemljoradnji.

## Taksonomija
Manji zečevi jugozapadne Europe: Lepus corsicanus, Lepus granatensis, Lepus castroviejoi u novije vrijeme odvojeni su kao zasebne vrste.  Istraživanje genoma europskog zeca i kapskog zeca (Lepus capensis) ukazuju na njihovu ubrzanu evoluciju nakon ne tako davne geografske izolacije populacija. Kako bilo europski zec ostaje klasificiran kao vrsta dok nova istraživanja ne riješe njihov taksonomski status.

## Opis
Europski zec jedan je od najvećih dvojezubaca, mase obično od 2,5-4,0 (najviše 7,0) kg i dužine 48 – 75 cm, rep 7–11 cm. Broj zuba: 28.
 
Krzno žućkasto smeđe ili hrđavo smeđe, gusto, na leđima kovrčavo, trbuh sivkasto bijel. Za razliku od nekih drugih vrsta zečeva zimi nema bijelu boju. 
Uške su duge s crnim vrhovima, a lice je smeđe s crnim prstenom oko očiju. Ima duge stražnje noge i dlakava stopala. Vrsta nema značajnijeg spolnog dimorfizma.

Životni vijek je do 12 godina, u prirodi obično do 4 godine ili manje.

## Rasprostranjenost i stanište
Nastanjuju kontinentalnu Europu do Bliskog istoka i središnje Azije. Naseljen u antičku Britaniju, a u novije vrijeme diljem svijeta: istok Sjeverne Amerike, Južna Amerika, Irska, Australija, Novi Zeland i mnogi otoci. U sjevernoj Europi areal mu se preklapa s onim bijelog zeca (Lepus timidus).

Nastanjuje i cijeli kontinentalni dio Hrvatske izuzev najviših planina i nekih otoka.
Žive na poljima i livadama, ili u otvorenim šumama blizu poljodjelskih površina.

## Ponašanje i prehrana
Aktivan uglavnom navečer i noću, izvan sezone parenja živi samotnim životom, danju se skriva u udubljenom lijegalištu - “loga”, u brazdi oranice ili grmlju.
Imaju izvrstan sluh, njuh i vidno polje od skoro 360° a trče brzinom do 72 km/h. Kad bježi od grabežljivaca može izmicati i brzo mijenjati smjer, po potrebi i plivati.
Premda obično tihi, zečevi mogu slabo roktati, a ozlijeđeni ispuštaju vrisak. Ženke s mladuncima komuniciraju grlenim zovom. Prirodni su mu neprijatelji neke ptice grabljivice (suri orao, velike sove) i zvijeri (lisica, vuk, divlja mačka, ris).

Prehrana uglavnom biljna. Ljeti jedu travu, zeljasto bilje i usjeve, zimi grančice, pupoljke, koru mladog drveća. Kao i drugi dvojezupci imaju jednostavno probavilo pa jedu svoj prvi zeleni poluprobavljeni izmet (autokoprofagija).

## Razmnožavanje
Zečevi imaju produženo vrijeme parenja od siječnja do kolovoza. U proljeće je “vrijeme trke” kada zečevi progone jedan drugog i dolazi do borbi, udaranja stražnjim nogama ili “boksa” prednjim šapama. Dugo se smatralo da su to suparničke borbe mužjaka za pravo na parenje, ali istraživanja su pokazala da obično ženke udaraju mužjake ako nisu spremne. Mlade nose 41 – 44 dana, kote od ožujka do listopada više puta, obično po 2 - 4 (1 - 8) mladih koji odmah progledaju (različito od kunića) i mogu napustiti logu u slučaju opasnosti. Mladunci su danju skriveni a u sumrak izlaze kada ih majka hrani. Samostalni su nakon mjesec dana, a spolno zreli nakon 6 do 12 mjeseci.

## Zečevi i ljudi
Iako široko rasprostranjeni primjećeno je smanjenje populacije od 1960-ih, možda uzrokovano modernizacijom prema intenzivnoj poljoprivredi.

Ljudi ga love kao divljač. Dodatno su ugroženi bolestima: kokcidioza, tularemija, pseudotuberkuloza (Yersinia), pastereloza, hemoragijska bolest (EBHS) koje su glavni uzrok smrtnosti.

Nekoliko država stavilo ga je na svoju crvenu listu kao ugroženu vrstu, uključujući i Hrvatsku jer je njegov broj krajem 20. stoljeća prepolovljen a širenju bolesti pomogla je i stalna lovačka praksa unošenja stranih zečeva drugačijeg ekotipa iz istočne i srednje Europe.

Smatraju se invazivnom vrstom i štetočinom u Argentini, Americi i Australiji. Čine štete na kulturama, pogotovo voćnjacima jabuka.
U predkršćanskoj germanskoj mitologiji zec je povezan s proljetnom božicom Oestre, za praznovjerne vještica u životinjskom obličju, što ga nije spriječilo da kao simbol plodnosti i proljeća danas bude ikona kršćanskog Uskrsa.
Lik je iz brojnih bajki i basni (Kornjača i Zec), uzrečica i poslovica  (Zec traži majku, U tom grmu leži zec, Ražanj bez zeca). Brojni su vicevi o medi i zeki.

## Podvrste
1. Lepus (Eulagos) europaeus caspicus Hemprich and Erhenberg, 1832
2. Lepus (Eulagos) europaeus connori Robinson, 1918
3. Lepus (Eulagos) europaeus creticus Barrett-Hamilton, 1903
4. Lepus (Eulagos) europaeus cyprius Barrett-Hamilton, 1903
5. Lepus (Eulagos) europaeus cyrensis Satunin, 1905
6. Lepus (Eulagos) europaeus europaeus Pallas, 1778
7. Lepus (Eulagos) europaeus hybridus Desmarest, 1822
8. Lepus (Eulagos) europaeus judeae Gray, 1867
9. Lepus (Eulagos) europaeus karpathorum Hilzheimer, 1906
10. Lepus (Eulagos) europaeus medius Nilsson, 1820
11. Lepus (Eulagos) europaeus occidentalis de Winton, 1898
12. Lepus (Eulagos) europaeus parnassius Miller, 1903
13. Lepus (Eulagos) europaeus ponticus Ognev, 1929
14. Lepus (Eulagos) europaeus rhodius Festa, 1914
15. Lepus (Eulagos) europaeus syriacus Hemprich and Ehrenberg, 1832
16. Lepus (Eulagos) europaeus transsylvanicus Matschie, 1901

## Vanjske poveznice
|  | Zajednički poslužitelj ima još gradiva o temi Lepus europaeus |
|  | Wikivrste imaju podatke o taksonu Lepus europaeus             |